# Bocamoll
Bocamoll (traducible al castellano como Bocazas) es un concurso de televisión que se emite en TV3, y  cuyo objetivo es la divulgación de la lengua y cultura catalanas de una forma amena y entretenida. El programa, presentado Espartac Peran, se emite de lunes a viernes a las ocho y media de la tarde. El concurso nació inspirado en el programa de ETB Mihiluze.
Tres parejas de concursantes participan a diario en el concurso, quedando eliminada una e incorporándose otra. El concurso consta de cinco fases. La primera es una serie de preguntas rápidas. En la segunda los seis concursantes se turnan para intentar averiguar el significado de siete palabras de un panel. Las pareja que lleva acumulada una menor puntuación en este momento asigna las pruebas de la tercera fase, pudiendo elegir entre pruebas de jeroglíficos, mímica y rellenar los huecos en una canción. Los concursantes que han acumulado menos puntos hasta el momento son eliminados. Las dos parejas finalistas tienen que adivinar un concepto disponiendo de cuatro SMS apostando una cantidad de puntos. El equipo que logra llegar a la final tiene que encajar siete conceptos en tres categorías. Si aciertan todas las respuestas, se llevan el bote del programa sumado a la cantidad de puntos acumulada transformada en euros.